# Oskar Lenz
Oskar Lenz (ur. 13 kwietnia 1848 w Lipsku, zm. 1 marca 1925 w Sooß) – austriacki geograf, mineralog i podróżnik.

## Życiorys
W 1870 roku uzyskał doktorat z mineralogii i geologii na Uniwersytecie w Lipsku. W 1872 otrzymał obywatelstwo austriackie. W latach 1874–1877 zorganizował na zlecenie berlińskiego Towarzystwa Niemiecko-Afrykańskiego podróż badawczą do Afryki Zachodniej.
W latach 1879–1880 przebył Saharę Zachodnią, podróżując z południowo-zachodniego krańca Maroka przez Tinduf, Erg Igidi, saliny Taudeni i Arawan aż w końcu dotarł do Timbuktu. W latach 1887–1889 kierował austriacką ekspedycją do Konga, skąd przedostał się do Quelimane na wschodnim wybrzeżu Afryki. Relacje ze swych podróży zawarł w książce „Wanderungen in Afrika. Studiem und Ergebnisse” z 1898.